# Maria Doyle Kennedy

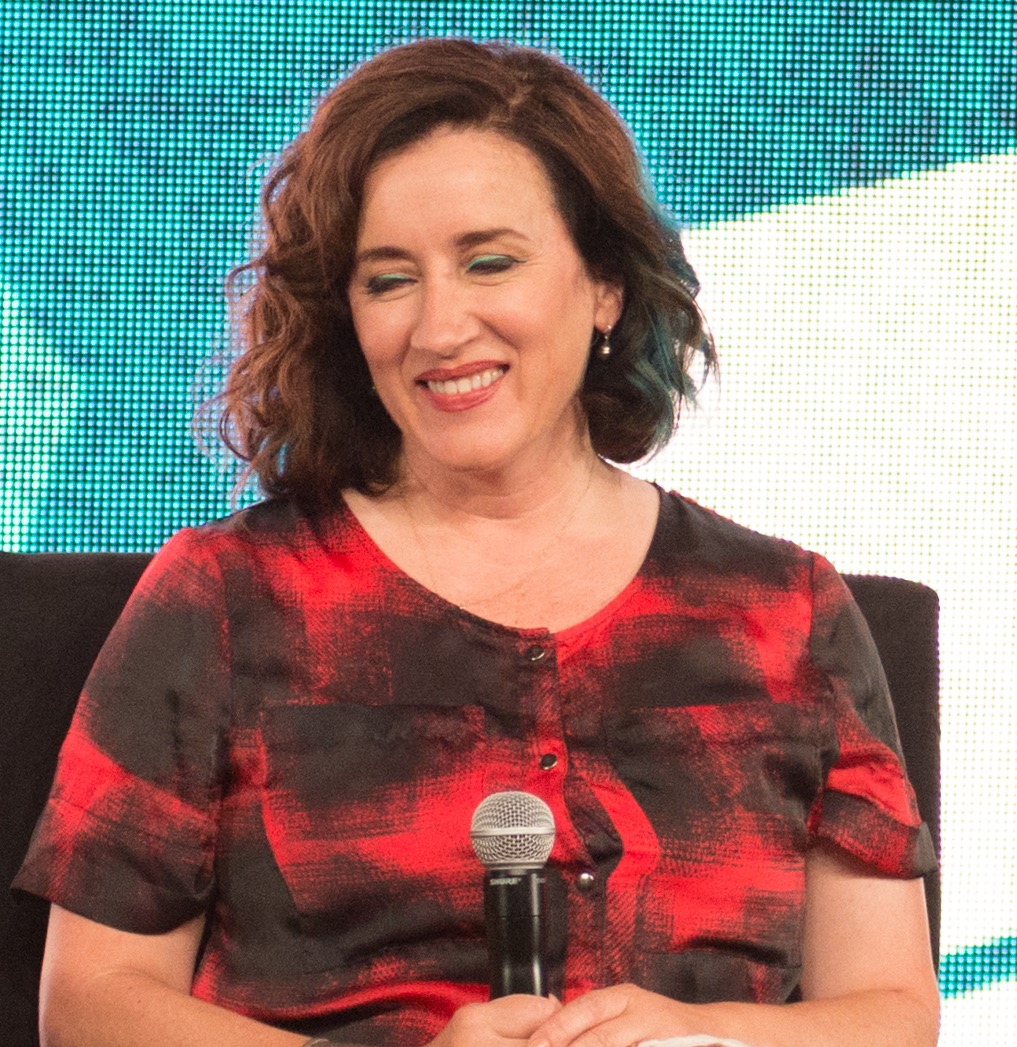
Maria Doyle Kennedy, 2014

Maria Doyle Kennedy (Clontarf, Dublin, 25 september 1964) is een Ierse zangeres, songwriter en actrice.
Doyle Kennedy brak internationaal door met de film The Commitments. De film gaf een hilarisch beeld van het ontstaan van een soulgroep in Dublin. Verdere bekendheid verwierf zij met haar rol als koningin Catharina van Aragon in het televisiedrama The Tudors. Ze vertolkt ook een bijrol in het vijfde seizoen van de serie Dexter als kinderoppas Sonya. Verder speelde ze in de serie Orphan Black als Siobhan Sadler, de pleegmoeder van hoofdpersoon Sarah Manning.
Doyle Kennedy was in 1988 onderdeel van de Ierse band Hothouse Flowers en werkte in de jaren daarna samen met haar partner Kieran Kennedy in de Black Velvet Band. In 2003 nam ze haar eerste, in Ierland succesvolle, soloalbum op, getiteld Charm. In 2004 nam ze een coverplaat op met de titel Scullcover. In mei 2007 kwam haar derde soloalbum uit met als titel Mutter. Ze trouwde met Kieran Kennedy in 1988 en heeft met hem vier zonen.